# Лінія (Будешть, Вилча)
Лінія (рум. Linia) — село у повіті Вилча в Румунії. Входить до складу комуни Будешть.
Село розташоване на відстані 151 км на північний захід від Бухареста, 4 км на південний схід від Римніку-Вилчі, 95 км на північний схід від Крайови, 114 км на південний захід від Брашова.

## Населення
За даними перепису населення 2002 року у селі проживали 639 осіб. Усі жителі села рідною мовою назвали румунську.
Національний склад населення села:
| Національність | Кількість осіб | Відсоток |
| -------------- | -------------- | -------- |
| румуни         | 621            | 97,2%    |
| цигани         | 18             | 2,8%     |